# Jarosławka (Baszkortostan)
Jarosławka (ros. Ярославка) – wieś (dieriewnia) w Rosji, w Baszkortostanie, w rejonie duwańskim. W 2010 liczyła 2301 mieszkańców.